# Filmografia de Elvis Presley
A seguir a lista completa das participações cinematográficas de Elvis Presley, tanto como ator em longa-metragens em vários gêneros como musical, drama, comédia, faroeste, bem como suas participações em documentários, que retrataram seus espetáculos, ensaios e bastidores.